# Anneke Uittenbosch
Anneke Uittenbosch (née le 11 mars 1930 à Haarlem, et morte le 25 septembre 2023 à Amsterdam) est une claveciniste néerlandaise.

## Biographie
Anneke Uittenbosch reçoit ses premières leçons de piano de son père, puis de Roel Riphagen à l'école de musique de Haarlem. Vu sa passion pour la musique du XVIIIe siècle, elle rejoint la classe de clavecin de Gustav Leonhardt au Conservatoire d'Amsterdam, qu'elle termine avec le diplôme de soliste. À la fin des années 1960, elle enseigne le clavecin au Conservatorium Maastricht, et quelques années plus tard, elle devient professeur principal de clavecin au conservatoire d'Amsterdam.
Au clavecin et au virginal, elle se présente en concertiste et en continuiste. Elle enregistre avec Gustav Leonhardt et son Leonhardt Consort, et des œuvres pour deux clavecins avec Ton Koopman. Pour l'intégrale des concertos pour clavecins de Johann Sebastian Bach, elle travaille avec le Concentus Musicus Vienne sous la direction de Nikolaus Harnoncourt. Régulièrement, elle travaille avec Frans Brüggen et le Concerto Amsterdam fondé par le violoniste Jaap Schroeder. Elle effectue de nombreux concerts et enregistrements avec son ensemble trio L'Estro Armonico Amsterdam, composé du flûtiste Frans Vester et de la gambiste Veronika Hampe. Pour un enregistrement de la Pathodia sacra et profana, collection de la plume du diplomate, auteur et compositeur Constantijn Huygens, elle s'assure la collaboration des chanteurs Elly Ameling et Max van Egmond et du gambiste Jaap ter Linden. Pour le label Glossa, elle enregistre en 1988 avec la violoniste Alda Stuurop l'intégrale des œuvres pour violon et clavecin de Carl Philipp Emanuel Bach.
Avec son époux le baryton Lieuwe Visser (nl) qu'Uittenbosch accompagne régulièrement dans le répertoire de chant des XVIIe siècle et XVIIIe siècle, elle fait une tournée aux États-Unis d'Amérique et ils produisent des disques 33 tours. Elle s'est consacrée essentiellement à l'œuvre intégrale de l'important compositeur baroque néerlandais pour musiques de claviers : Jan Pieterszoon Sweelinck.